# Црква Света Недеља у Битољу
Црква Света Недеља у Битољу изграђена је 1863. и посвећена од Бенедикта Византијског 13. октобра 1863. Највећа икона у цркви је икона Ћирила и Методија, под којим стоји натпис на бугарском језику бугарски просветители од Преслав 1875 год - тада је црква била под бугарском јуриздикацијом. Изнад улаза стоји и натпис:
Тоя светї храмъ на прѣсветая и славна великомѫченица Недѣля се издїгнѫ отъ основание съ иждивението на Българитѣ при владикованието на Вїсокопрѣосвещенния г-нъ г-нъ Венедиктъ Византийский който и я освети Битоля 13 октомври 1863 год.
У преводу: Овај свети храм за пресвету и славну великомученицу Недељу су основали и подигли уз помоћ Бугара за време владања господина Бенедикта Византијског, који је цркву осветио. Битољ 13. октобар 1863.

## Гробље
Поред цркве налази се и велико гробље. Ту се налазе гробови илинденских устаника; Александар Турунџев, Димко Сарванов - Могилче (мошти 2013 пренесене у црквву Св. Архангел Михаил у село Могила), Михаил Димев и страних дипломата (Битољ је био некад Град конзула за време Османског царства). За време Првог светског рата покопано је око 40 бугарских војника; 7 на двору цркве а остали на буковском гробљу.
- Улаз (2017)
- Гробље код цркве (2017)
- Сајам испред цркве, видео браће Манаки (између 1905-1912)